# Plattling

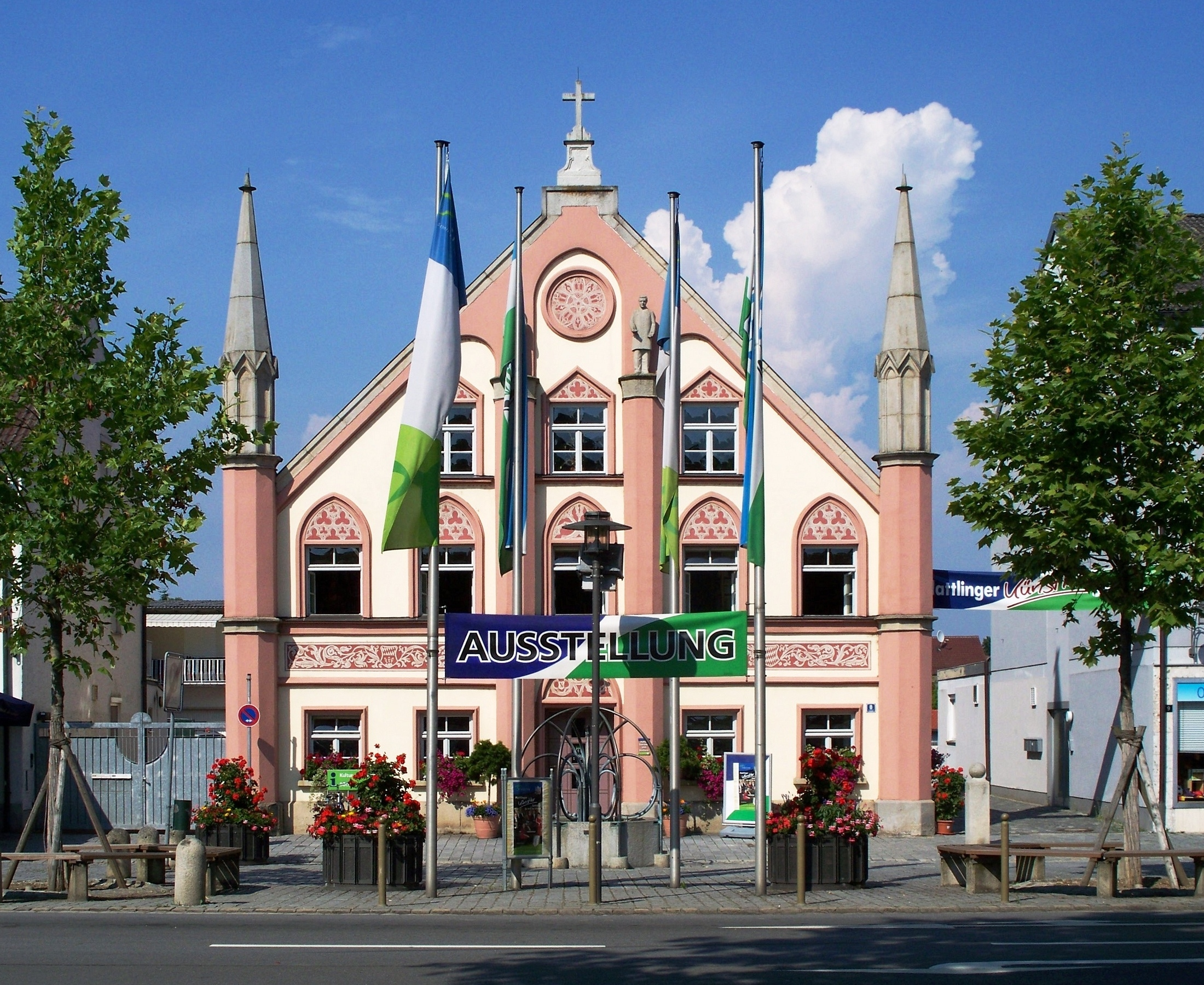
Plattling

Plattling este un oraș din Bavaria Inferioară, landul Bavaria, Germania.